# Whittington (Lancashire)
Koordinaten: 54° 11′ N, 2° 37′ W

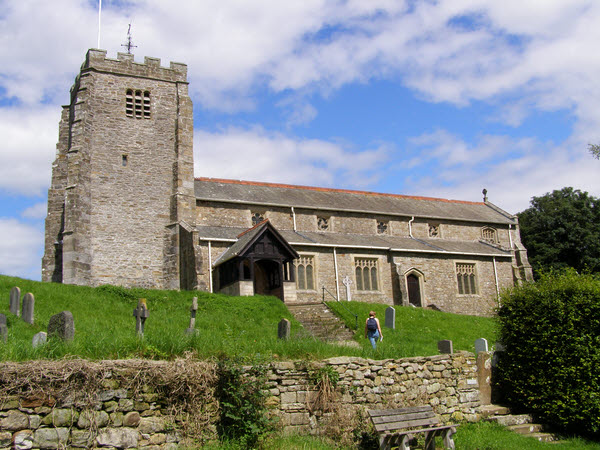
St Michael’s Church, Whittington

Whittington ist ein kleiner Ort und eine civil parish in Lancashire, England. Der Ort wird als Witetune im Doomsday Book erwähnt und war bereits vor der Normannischen Eroberung Englands ein bedeutender Adelssitz. Der Ort war der Sitz von Earl Tostig einem Bruder Harald II. Da Earl Tostig 1066 im Kampf gegen seinen Bruder starb, verfiel der Adelssitz. Die strategische Bedeutung des Ortes am River Lune war jedoch auch den normannischen Eroberern bewusst und sie errichteten eine Burg auf einem künstlich angelegten Hügel, einer Motte. Dieser Hügel erhebt sich noch heute 3,5 m und hat eine Breite von 52 m, er ist aber stark beschädigt worden. Überreste des Wehrturms sind nicht mehr vorhanden. Die Burg ist eine von mehreren Burgen im Tal des River Lune, die heute nicht mehr existieren, die aber einst als eine wichtige Verteidigungslinie gegen feindliche Einfälle aus dem Norden nach England, die über den Gebirgspass des Shap Summit und dann entlang dem Lauf des River Lune bei Tebay vollzogen werden konnten, schützten und noch heute den Grenzlandcharakter dieser Gegend nach der normannischen Eroberung demonstrieren.
Es gibt Hinweise darauf, dass der Ort und seine Besitzungen trotz dieser Befestigung bei einem Überfall der Schotten 1322 geplündert wurde.
An der Stelle der heute nicht mehr existierenden Burg steht heute die Kirche St Michael’s. Die Lage der Kirche kann darauf hindeuten, dass sie aus einer Kapelle in der normannischen Festung hervorgegangen ist. Die ältesten Teile des heutigen Gebäudes – vor allem der Kirchturm – stammen jedoch aus dem 16. Jh. und die Kirche wurde im 19. Jh. stark umgebaut. Die Kirche ist heute ein Grade II* geschütztes Baudenkmal.
Am westlichen Rand des Ortes steht das Landhaus Whittington Hall. Whittington Hall wurde 1831–1836 von dem George Webster einem Abgeordneten des britischen Parlaments an der Stelle eines anderen älteren Gebäudes errichtet. Whittington Hall ist heute ein Grade II* geschütztes Baudenkmal.

## Söhne und Töchter der Stadt
- William Sturgeon (1783–1850), Physiker und Erfinder
- Thomas Swindlehurst (1874–1959), Tauzieher